# Церковь Мкнатами Хач
Мкнатами Хач (арм. Մքնատամի Խաչ) — армянская церковь в селе Мирик Лачинского района Азербайджана.
С 1992 по 2020 год территорию, на которой находится церковь, контролировала непризнанная Нагорно-Карабахская Республика.

## Архитектура
Церковь сооружена из тесаного синеватого базальта с использованием известкового раствора. Она представляет собой небольшую однонефную сводчатую постройку с единственным входом с запада и окнами с восточной и западной сторон. Кровля покрыта валиковыми плитами. Наличник главного входа и бровка оконного проема в западной стене художественно оформлены. Стены церкви лишены каких-либо надписей. С южной стороны к часовне примыкает прямоугольная в плане пристройка с тесаными рустовыми камнями и тимпаном над входом. Внутри пристройки в стенах имеются многочисленные ниши. Судя по конструктивным особенностям, не исключено, что это сооружение служило библиотекой или книгохранилищем. Вход в пристройку расположен в восточной части. Церковь находится в аварийном состоянии. Краеугольные камни северной и западной стен разрушены. Кровля церкви повреждена, кровля пристройки обрушена.